# Лакунарная функция
Лакунарной функцией называется функция, аналитическая в круге сходимости собственного ряда Тейлора, но которая не может быть продолжена аналитически куда-либо за пределы этого круга.
Простейшим примером лакунарной функции будет функция, определённая рядом {\displaystyle f(z)=\sum _{n=0}^{\infty }z^{2^{n}}}. Можно показать, что в единичном круге {\displaystyle \Delta } этот ряд сходится и, следовательно, представляет собой аналитическую функцию. Однако можно просто показать, что любая точка единичной окружности будет особой для этого ряда, соответственно, аналитическое продолжение на пределы круга будет невозможно.